# Culladiella
Culladiella és un gènere d'arnes de la família Crambidae.

## Taxonomia
- Culladiella acacia Schouten, 1993
- Culladiella anjai Schouten, 1993
- Culladiella generosus (Meyrick, 1936)
- Culladiella sinuimargo (Hampson, 1919)
- Culladiella subsinuimargo Bleszynski, 1970